# Stormbringer (canción)
"Stormbringer", la portadora de tormentas, es una canción escrita por David Coverdale y Ritchie Blackmore, vocalista y guitarrista respectivamente de la banda británica de hard rock Deep Purple.

## La canción
"Stormbringer" es una de las canciones más reconocidas de la banda y ha sido convertida en una versión en vivo por bandas de diversos países, incluyendo a la banda Rata Blanca, que la interpretó junto con Glenn Hughes en un concierto en Argentina.

### Origen del nombre
Stormbringer es el nombre que le dio la banda a la canción que se basa en la infame espada negra que pertenece al personaje de ficción Elric de Melniboné creado por el autor del género fantástico Michael Moorcock. En el foro del autor, éste menciona que la banda no sabía que el nombre de la espada fue inventado por él mismo.
En un análisis superficial, la canción parece hablar de un ser implacable de oscuro poder que tiene por misión exterminar vidas. En ningún momento da la impresión de hablar de una espada, aunque la única referencia a ella es que al encontrarse con ella de nada sirve huir porque serás alcanzado y en ese momento encontrarás la muerte.

### Construcción
La canción está construida a ritmo de seis golpes y un segmento de requinto al medio. La batería marca el ritmo pesado de la melodía, lo que le da esa energía que va un poco más allá de lo que llega "Smoke on the water". Aunque el teclado de Jon Lord se escucha poco, es el que marca la entrada a los demás instrumentos de la banda. "Stormbringer" es del tipo de canciones que tiene un remate final, opuesto a las que terminan con el sonido musical desvaneciéndose.

## Otros datos
Con el álbum Burn y Stormbringer, la banda debía mantener la estabilidad y la calidad de las canciones tras la partida de Ian Gillan y Roger Glover, dos de sus principales elementos, pero en la canción "Stormbringer" demuestran que pueden sobrepasar las expectativas y darles a los fanáticos ese sonido estridente y melódico que buscan en la banda.
La canción ha sido interpretada en Alemania, Austria, Estados Unidos, Inglaterra, Bélgica y otros países desde su aparición y, aunque en el concierto del 14 de febrero en Monterrey, México fue una de las más esperada por los fanáticos de la banda, no fue tocada.
El ritmo de la canción, así como la atmósfera y el sonido de efecto en la guitarra en los solos es bastante similar a Stargazer de la banda Rainbow que fundaría el mismo Ritchie Blackmore después de su salida de Deep Purple.